# Schizodium cornutum
Schizodium cornutum é uma espécie de orquídea geralmente terrestre pertencente à subtribo Disinae, endêmica da Província do Cabo Setentrional, na África do Sul.
Apresentam raízes providas de tubérculos que originam caules flexíveis, delgados e resistentes que apresentam uma roseta de folhas na base e algumas folhas lineares ao longo de seu comprimento. A inflorescência não se ramifica e comporta poucas flores espaçadas ressupinadas, com sépala dorsal provida de calcar e pétalas de ápice dividido, com pequenos lobos basais e que apresentam profunda canaleta no centro, dando a impressão de estarem divididas. O labelo é pandurado, ou seja, em formato de violão, com três áreas claramente distintas, a extremidade aguda. A coluna tem apêndices laterais bem desenvolvidos, contém duas polínias e rostelo trilobado.
Crescem solo arenoso, em meio aos arbustos, em áreas mais secas próximos da praia. Nada se sabe sobre sua polinização, sua floração ocasionalmente ocorre após incêndios mas não está comprovada a ligação entre os eventos. Aparentemente este espécie é pouco ou nada cultivada..